# اضطرابات المال
اضطرابات المال هي الأنماط غير القادرة على التكيف مع المعتقدات والسلوكيات المالية التي تؤدي إلى ضائقة كبيرة سريريًا أو ضعف في الأداء الاجتماعي أو المهني، بسبب ضغوط مالية أو عدم القدرة على التمتع بالموارد المالية بشكل مناسب. يعرف أيضًا بالضغوط المالية، وهو الاعتقاد بأنه لا يوجد أبدًا ما يكفي من المال لدفع الفواتير أو توفير ضروريات الحياة. باستثناء المقامرة المرضية والشراء القهري، فقد تجاهل علم النفس ومجالات الصحة العقلية إلى حد كبير اضطرابات المال المختلة. هذا المصطلح مثير للجدل بين المتخصصين في الصحة العقلية، واعتبارًا من عام 2017، فإن اضطراب المال لا يُعد تشخيصًا سريريًا في التصنيف الطبي (دي إس إم) أو التصنيف الدولي للأمراض والاضطرابات الطبية. على الرغم من الجدل حول أن الاضطرابات المالية والضغوط المالية هي من أسوأ الضغوطات المزمنة التي تؤثر على الناس بشكل مستمرا تشمل أنواع السلوكيات أو «النصوص»، المتعلقة باضطرابات المال، تجنب المال، وعبادة المال، ومكانة المال، واليقظة المالية. يقول بعض ممارسي الصحة العقلية إن أولئك المتأثرين باضطرابات المال أو الذين لديهم معتقداتٌ مالية إشكالية يمكنهم طلب العلاج المالي. من خلال العلاج المالي، يعمل المخططون الماليون واختصاصيو العلاقات معًا لتوفير علاج شامل للعملاء الذين يعانون من ضائقة مالية.

## الأعراض
العلامات والأعراض التي يمكن أن تظهر وتؤدي إلى اضطرابات المال هي الانخراط في إدمان القمار والخيانة المالية والنفقات القهرية ومتلازمة الأمير تشارمينج. غالبًا لا يدرك الأشخاص الذين يعانون اضطرابات المال أنهم في تلك الحالة أو أنهم بحاجة إلى المساعدة. وبالنسبة لأولئك الذين يعرفون حالتهم، فإنهم عادوة يجدون صعوبة في تغيير سلوكياتهم. يحاول البعض تغيير سلوكياتهم لكنهم غير قادرين على إجراء التغييرات طويلة الأمد. والنتيجة أن معظم هؤلاء الناس يشعرون بالخجل من سلوكياتهم ويخفونها عن الآخرين، ما يجعل من الصعب عليهم الحصول على المساعدة حسب الحاجة.

### متلازمة الأمير الساحر
يحتاج الأشخاص المصابون بمتلازمة الأمير الساحر إلى انتظار مصدر دخل مالي خارجي ليأتي لتوفير ديونهم المالية مثل اليانصيب أو المساعدة الحكومية أو الميراث الأسري. الأشخاص الذين يعتمدون على الآخرين أو يسعون للآخرين للاعتماد على دخلهم للبقاء على قيد الحياة، أكثر عرضة للإصابة بمتلازمة الأمير تشارمينج.

### إدمان القمار
هو دافع للمقامرة بشكل مستمر بالرغم من العواقب السلبية الضارة أو الرغبة في التوقف. غالبًا ما يجري تحديد مشكلة المقامرة من خلال النظر فيما إذا كان المقامر أو غيره يعاني الأذى، لا من خلال سلوك المقامر. قد تُشخص مشكلة القمار الشديدة على أنها مقامرة إكلينيكية مرضية إذا كان المقامر يستوفي معايير معينة. المقامرة الباثولوجية اضطراب شائع يرتبط بالتكاليف الاجتماعية والعائلية إذا استمر الانخراط في المقامرة التي تسبب الإدمان لأكثر من 12 شهرًا وفقًا لـ (دي إس إم- ڤي). العوامل التي تؤدي إلى هذا العرض تتطلب المقامرة بمبالغ متزايدة من المال من أجل تحقيق الإثارة المرغوبة، أو القلق أو الانفعال عند محاولة الحد من المقامرة أو إيقافها، وقد بُذلت جهود فاشلة متكررة للسيطرة على المقامرة أو تقليصها أو إيقافها، غالبًا ما يكون الشخص مشغولًا بالمقامرة (على سبيل المثال، وجود أفكار مستمرة لاستعادة تجارب المقامرة السابقة، أو المعوقات أو التخطيط للمشروع التالي، أو التفكير في طرق لكسب المال للمقامرة)، وغالبًا ما يقامر عند الشعور بالضيق (على سبيل المثال العجز، الذنب، القلق، الاكتئاب)، بعد خسارة أموال المقامرة، غالبًا ما يعود يومًا آخر لتحقيق التعادل («مطاردة» خسائر المرء).

### الخيانة المالية
الميل إلى الإغفال أو إخفاء الأسرار المتعلقة بالإنفاق المالي من خلال امتلاك بطاقات ائتمان، أو إنشاء حسابات أو أصول سرية، أو اقتراض الأموال وتراكم الديون دون أن يكون الزوج/ الزوجة، أو أي شخص آخر على علم بها. قد تكون الخيانة المالية في ارتفاع، إذ أظهرت دراسة أجريت عام 2005 أن 30٪ من المستجيبين قد كذبوا بشأن المعلومات المالية وأن 25٪ قد حجبوا المعلومات، بينما أظهرت دراسة أجريت عام 2008 أن نصف المستجيبين قد ارتكبوا شكلاً من أشكال الخيانة المالية.

### الإنفاق القهري
يحدث هذا العرض عادة عندما يشعر الفرد بأنه خارج عن السيطرة. يمكن أن يسبب مشاكل في حياة الفرد، الذي ينصح بطلب المساعدة قبل إنفاق جزء كبير من دخله على عمليات الشراء التقديرية. يمكن أن يأخذ شكل تراكم كمية كبيرة من ديون المستهلك؛ الإنفاق المستمر، على الرغم من قرارات التوقف؛ إخفاء المشتريات عن الأحباء؛ أن تكون متحمسًا لإجراء عمليات الشراء أكثر من تحمسك لامتلاك العناصر. قد يشعر الشخص بالعار بعد شراء شيء ما. عادة ما يكون لسبب هذا العرض علاقة مع الإجهاد والألم والصدمات.

## سبب

### تجنب المال
عندما يشمل تجنب الأموال الإنفاق المنخفض والنفور المتنحي من المخاطرة، فإنه يشمل فئتين فرعيتين هما الحرمان المالي والرفض المالي. عند مواجهة الحرمان المالي، سيرفض الفرد ببساطة مشاكله المالية من خلال عدم مواجهة الواقع، على سبيل المثال، تجنب النظر في كشوف الحسابات المصرفية أو تجنب دفع فاتورة بطاقة الائتمان المتأخرة. يحدث الرفض المالي عندما يشعر الفرد بالذنب كلما تراكمت الأموال ويؤدي ذلك إلى تدني احترام الذات

### عبادة المال
تندرج عبادة المال تحت هوس الفرد بالحصول على المزيد من المال ويعتقد ببساطة أن الطريقة الوحيدة للتقدم في الحياة هي الحصول على المزيد من المال. في نفس الوقت، الاعتقاد بغض النظر عن مقدار الأموال التي يجمعها أنها لن تلبي رغباتهم وحاجاته.